# Nestoritherium
Il nestoriterio (gen. Nestoritherium) è un mammifero perissodattilo estinto, appartenente ai calicoteri. Visse tra il Miocene superiore e il Pleistocene inferiore (circa 12 - 1,5 milioni di anni fa) e i suoi resti fossili sono stati ritrovati in Asia. È stato l'ultimo calicoterio sopravvissuto.

## Descrizione
Questo animale possedeva un corpo dalla struttura insolita: l'aspetto era pendente a causa dell'estrema lunghezza degli arti anteriori, ben più lunghi di quelli posteriori. Gli arti erano muniti di forti artigli ricurvi. Il cranio era dotato di un muso molto corto, ancor più che in forme simili come Chalicotherium. Da quest'ultimo genere, Nestoritherium si distingueva anche per altre caratteristiche, come la dentatura dritta in vista laterale e l'osso nasale posteriore espanso e in contatto con l'osso lacrimale. Anche rispetto ad Anisodon erano presenti differenze rilevanti: Nestoritherium era privo di incisivi, mentre Anisodon possedeva incisivi forti e robusti.

## Classificazione
Nestoritherium, descritto per la prima volta da Kaup nel 1859, comprende alcune forme di calicoteri tipici dell'Asia. I calicoteri sono un gruppo di mammiferi perissodattili dalle caratteristiche insolite; in particolare, la famiglia dei calicoteridi propriamente detti mostrava curiosi adattamenti come zampe anteriori allungatissime e un muso molto corto.
I primi fossili di Nestoritherium vennero scoperti in India, ma per alcuni anni regnò una notevole confusione tassonomica e nel 1868 vennero attribuiti da Falconer e Cautley a una nuova specie di Chalicotherium (C. sivalense). Altri fossili vennero successivamente scoperti in Cina e attribuiti a nuove specie (Nestoritherium wuduense, N.linxiaense). Il genere Hesperotherium, istituito nel 2002 per accogliere le forme più recenti di calicoteri asiatici del Pleistocene, sembrerebbe essere una forma specializzata di Nestoritherium, e quindi andrebbe incluso in quest'ultimo genere (Chen et al., 2012).
Nestoritherium è considerato un membro derivato dei calicoteridi, evolutosi nel corso del Miocene superiore e sopravvissuto in Asia fino al Pleistocene, rappresentando l'ultimo calicoterio sopravvissuto.